# بدل صوتي

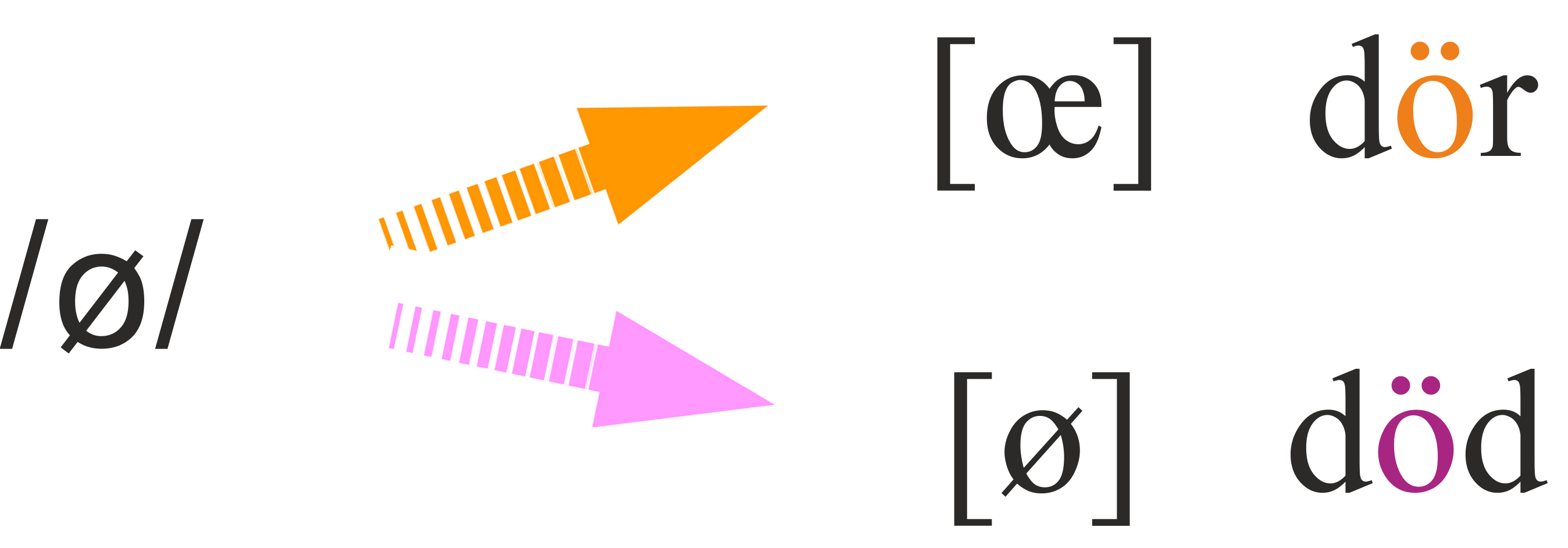

البدل الصوتي أو ألوفون (بالإنجليزية: Allophone)‏ في علم الأصوات هو واحد من مجموعة متعددة من الأصوات التي يمكن أن ينطق بها فونيم وحيد. بالرغم من أن ألوفونات الفونيم هي كلها بدائل لفظية للفونيم، الألوفون المحدد المختار في وضعية معينة غالبا ما يكون متوقعا. تغيير أحد الألوفونات في فونيم معين في سياق معين لن يغير معنى الكلمة لكن قد يعطي انطباعا أنه غير أصلي أو غير مفهوم.